# Diamante Shah Jahan
El diamante Shah Jahan, extraído de la Kollur en Golconda (India) (actualmente, Hyderabad), es una gema plana con talla en forma de tabla, color rosa claro y un peso de 56 quilates (11,2 g). Utilizado como amuleto (tawid'th), a finales del siglo XVII el emperador mogol Jahangir se lo regaló al príncipe Sha Jahan, por cuyo nombre ha pasado a ser conocido. Actualmente, es propiedad del organismo Dar al Athar al Islamiyyah de Kuwait.

## Historia
El diamante procede de la mina Kollur en Golconda (India). Se registró por primera vez cuando el príncipe Sha Jahan lo recibió como regalo de su padre, el emperador mogol Jahangir, quien lo poseía desde finales del siglo XVII. La gema aparece en un retrato de Shah Jahan (1592-1666). Llegó a manos del emperador mogol Aurangzeb y fue tasado por Jean-Baptiste Tavernier (comerciante de gemas y viajero francés del siglo XVII).
Posteriormente, en 1739, fue llevado a Persia tras la invasión de Delhi dirigida por Nader Shah. Se puso a la venta en 1985 en una subasta celebrada en Ginebra, pero no se vendió. Actualmente, pertenece a la organización [Dar al Athar al Islamiyyah, y está depositado en el Museo Nacional de Kuwait.

## Dimensiones
Alto: 3,3 centímetros, ancho: 4,6 centímetros y peso: 56,72 quilates.